# Diocesi di Chinhoyi
La diocesi di Chinhoyi (in latino Dioecesis Chinhoyiensis) è una sede della Chiesa cattolica in Zimbabwe suffraganea dell'arcidiocesi di Harare. Nel 2021 contava 238.555 battezzati su 3.336.000 abitanti. La sede è vacante.

## Territorio
La diocesi comprende i distretti civili di Guruve, Centenary, Mount Darwin e Rushinga (a nord del fiume Mazowe) nella provincia del Mashonaland Centrale e i distretti di Makonde, Hurungwe e Kariba (ad est del fiume Sanyati) nella provincia del Mashonaland Occidentale in Zimbabwe.
Sede vescovile è la città di Chinhoyi, dove si trova la cattedrale di San Pietro.
Il territorio è suddiviso in 21 parrocchie.

## Storia
La missione di Chinhoyi fu affidata ai gesuiti tedeschi nel 1958.
La prefettura apostolica di Sinoia fu eretta il 17 dicembre 1973 con la bolla Verba Christi di papa Paolo VI, ricavandone il territorio dall'arcidiocesi di Salisbury (oggi arcidiocesi di Harare).
Il 25 giugno 1982 assunse il nome di prefettura apostolica di Chinhoyi.
Il 28 ottobre 1985 la prefettura apostolica è stata elevata a diocesi con la bolla Cum Praefectura di papa Giovanni Paolo II.

## Cronotassi dei vescovi
Si omettono i periodi di sede vacante non superiori ai 2 anni o non storicamente accertati.
- Helmut Reckter, S.I. † (22 febbraio 1974 - 10 marzo 2004 deceduto)
  - Sede vacante (2004-2006)
- Dieter Scholz, S.I. (6 aprile 2006 - 17 febbraio 2016 ritirato)[1]
- Raymond Tapiwa Mupandasekwa, C.SS.R. (30 dicembre 2017 - 15 settembre 2023 nominato vescovo di Masvingo)
  - Raymond Tapiwa Mupandasekwa, C.SS.R., dal 15 settembre 2023 (amministratore apostolico)

## Statistiche
La diocesi nel 2021 su una popolazione di 3.336.000 persone contava 238.555 battezzati, corrispondenti al 7,2% del totale.
| anno | popolazione | popolazione | popolazione | presbiteri | presbiteri | presbiteri | presbiteri                | diaconi | religiosi | religiosi | parrocchie |
| anno | battezzati  | totale      | %           | numero     | secolari   | regolari   | battezzati per presbitero | diaconi | uomini    | donne     | parrocchie |
| ---- | ----------- | ----------- | ----------- | ---------- | ---------- | ---------- | ------------------------- | ------- | --------- | --------- | ---------- |
| 1980 | 37.000      | 634.000     | 5,8         | 20         |            | 20         | 1.850                     | 2       | 31        | 41        | 16         |
| 1990 | 48.097      | 899.000     | 5,4         | 23         | 6          | 17         | 2.091                     | 2       | 25        | 71        | 16         |
| 1999 | 69.208      | 1.829.208   | 3,8         | 27         | 16         | 11         | 2.563                     | 2       | 19        | 92        | 16         |
| 2000 | 69.853      | 1.769.853   | 3,9         | 30         | 19         | 11         | 2.328                     | 2       | 9         | 88        | 16         |
| 2001 | 68.000      | 1.828.000   | 3,7         | 31         | 19         | 12         | 2.193                     | 2       | 19        | 87        | 16         |
| 2002 | 69.000      | 1.882.000   | 3,7         | 29         | 20         | 9          | 2.379                     | 2       | 15        | 97        | 16         |
| 2003 | 71.000      | 1.771.000   | 4,0         | 29         | 19         | 10         | 2.448                     | 2       | 15        | 82        | 17         |
| 2004 | 79.101      | 1.679.101   | 4,7         | 31         | 21         | 10         | 2.551                     | 2       | 16        | 76        | 18         |
| 2006 | 84.074      | 1.904.074   | 4,4         | 23         | 15         | 8          | 3.655                     | 2       | 12        | 73        | 18         |
| 2007 | 85.259      | 1.905.259   | 4,4         | 21         | 13         | 8          | 4.059                     |         | 14        | 70        | 18         |
| 2013 | 110.000     | 2.235.000   | 4,9         | 37         | 31         | 6          | 2.972                     | 2       | 11        | 72        | 19         |
| 2016 | 214.400     | 3.000.540   | 7,1         | 42         | 36         | 6          | 5.104                     | 2       | 8         | 80        | 19         |
| 2019 | 228.400     | 3.194.000   | 7,2         | 46         | 41         | 5          | 4.965                     | 2       | 7         | 68        | 22         |
| 2021 | 238.555     | 3.336.000   | 7,2         | 37         | 33         | 4          | 6.447                     | 2       | 7         | 68        | 21         |